# Ivona Svobodníková
Ivona Svobodníková est une joueuse volley-ball tchèque, née le 1er avril 1991 à Brno. Elle mesure 1,91 m et joue au poste de centrale. 

## Clubs
| Club                   | De        | À         |
| ---------------------- | --------- | --------- |
| VK Královo Pole        | 2007-2008 | 2011-2012 |
| Volley Köniz           | 2012-2013 | 2012-2013 |
| Évreux Volley-ball     | 2013-2014 | 2013-2014 |
| Ladies in Black Aachen | 2014-2015 | 2015-2016 |
| SC Potsdam             | 2016-2017 | 2017-2018 |
| Volejbal Brno          | 2018-2019 | …         |

## Palmarès

### Équipe nationale
- Ligue européenne
  - Vainqueur : 2012.

### Clubs
- Championnat de République tchèque
  - Finaliste : 2009, 2010.
- Coupe de République tchèque
  - Finaliste : 2010.
- Coupe d'Allemagne
  - Finaliste : 2015.